# Trio de Ferro Capixaba
Trio de Ferro Capixaba é a denominação para os três clubes mais vencedores do futebol do Espírito Santo, a saber, Desportiva Ferroviária, Rio Branco e Vitória FC, sendo o primeiro da cidade de Cariacica e os dois últimos da cidade capital de Vitória. Neste conjunto, o Vitória FC é a equipe mais antiga, fundada no ano de 1912. As três equipes juntas possuem mais de 60 títulos do Campeonato Capixaba.

## Clubes
| Clube                  | Cidade    | Fundação             | Estádio            | Capacidade |
| ---------------------- | --------- | -------------------- | ------------------ | ---------- |
| Desportiva Ferroviária | Cariacica | 17 de junho de 1963  | Engenheiro Araripe | 15.000     |
| Rio Branco             | Vitória   | 21 de junho de 1913  | Kleber Andrade     | 21.000     |
| Vitória                | Vitória   | 1 de outubro de 1912 | Ninho da Águia     | 2.500      |

## Rivalidades

### Desportiva Ferroviária vs. Rio Branco
O clássico entre Desportiva Ferroviária e Rio Branco reúne as duas equipes da maior torcida do estado. São também os times que mais vezes foram campeões capixabas, contabilizando 52 títulos estaduais (36 para o Rio Branco e 16 para a Desportiva). O Rio Branco lidera o número de títulos, mas é a Desportiva quem venceu mais e aplicou mais gols no clássico.
As duas equipes já disputaram dezenas de finais do Campeonato Capixaba, incluindo nove vezes seguidas entre 1967 e 1975. Também já decidiram duas finais da Copa ES em 2008 e 2012, ambas com vitórias da Desportiva.

### Vi–Rio
O Vi–Rio é o maior e mais antigo clássico do estado, entre Vitória e Rio Branco, os dois grandes clubes da capital Vitória. Atualmente, ex-jogadores dos dois clubes se reúnem constantemente, com o apoio da mídia local para jogar o chamado "Vi–Rio da Saudade", fazendo os amantes do futebol capixaba relembrar e celebrar dos bons tempos desse clássico.

### Desportiva Ferroviária vs. Vitória
Desportiva Ferroviária e Vitória completam a lista de clássicos entre o Trio de Ferro Capixaba. um dos maiores clássicos do Espírito Santo. As duas equipes já disputaram três vezes a final do Campeonato Capixaba.

## Comparação de títulos
| Competição                          | Desportiva | Rio Branco | Vitória |
| ----------------------------------- | ---------- | ---------- | ------- |
| Campeonato Capixaba                 | 18         | 37         | 10      |
| Copa ES                             | 2          | 1          | 4       |
| Torneio Início do Espírito Santo    | 1          | 24         | 11      |
| Copa dos Campeões do Espírito Santo | 1          | 0          | 0       |
| Campeonato Capixaba Série B         | 2          | 2          | 2       |
| Taça Cidade de Vitória              | 2          | 27         | 8       |
| Total                               | 26         | 91         | 35      |